# Heinrich Ludwig Urlichs
Heinrich Ludwig Urlichs (* 14. Februar 1864 in Würzburg; † 1935) war ein deutscher Klassischer Archäologe und Altphilologe.
Heinrich Ludwig Urlichs war Sohn des Archäologen Ludwig von Urlichs. Er studierte in Würzburg bei seinem Vater und Martin Schanz und in Berlin bei Adolf Furtwängler, Carl Robert, Ernst Curtius und Johannes Vahlen Altertumswissenschaften, besonders Archäologie. 1887 wurde er an der Universität Würzburg promoviert und war dort bis 1890 an der Antikensammlung des Martin von Wagner Museums tätig. Seit 1891 arbeitete er als Gymnasiallehrer, unter anderem in Ansbach und seit 1902 am Theresien-Gymnasium in München. Daneben blieb er wissenschaftlich forschend tätig. Er unterstützte Adolf Furtwängler bei der Herausgabe der Denkmäler griechischer und römischer Skulptur (1898). Zudem besorgte er die Neuausgabe der Grundlegung und Geschichte der Altertumswissenschaft seines Vaters. Er beschäftigte sich vor allem mit der griechischen Mythologie und der griechischen Skulptur.

## Schriften
- Über griechische Kunstschriftsteller, Würzburg 1887 (= Dissertation).
- Verzeichniss der Abgüsse nach antiken Bildwerken in den Akademischen Kunstsammlungen der Universität Würzburg, Würzburg 1887.